# Claiton dos Santos Machado
Claiton dos Santos Machado (Santa Helena de Goiás, 7 settembre 1984) è un allenatore di calcio ed ex calciatore brasiliano, di ruolo difensore, collaboratore tecnico della SPAL.

## Carriera

### Giocatore
Claiton comincia la sua carriera in Italia nelle giovanili del Bologna. Il 17 giugno 2001, nell'ultima giornata di campionato, esordisce in Serie A nella partita persa per 1-2 contro l'Inter.
Nel gennaio 2002 passa al Milan, con il quale vince la Coppa Italia e la Champions League nella stagione 2002-2003, pur giocando solo una partita nella coppa nazionale e non venendo mai schierato in altre occasioni.
Nelle stagioni 2004-2005 e 2005-2006 viene mandato in prestito rispettivamente al Prato in Serie C1 e al Lecco in Serie C2.
Nel 2006, durante il mercato estivo, passa in compartecipazione al Varese in Serie C2. Le stagioni 2008-2009 e 2009-2010 vedono la squadra biancorossa autrice di un doppio salto di categoria. Tra seconda e prima divisione Claiton gioca circa 100 partite. La stagione 2010-2011 vede Claiton disputare per la prima volta la Serie B. Con la squadra Lombarda si posiziona al quarto posto in campionato venendo eliminata in semifinale di play-off dal Padova. Claiton gioca in tutto tra campionato e play-off 35 partite, segnando anche 3 reti. A fine stagione si svincola dal Varese.
Durante la sessione estiva di calciomercato firma con il Bari appena retrocesso in Serie B. Fa il suo esordio con la maglia dei galletti nella seconda partita di campionato vinta fuori casa per 0-1 contro il Modena. Segna il suo primo gol con la maglia del Bari all'ottava giornata di campionato nella partita vinta contro il Crotone per 0-1. Nella stagione 2012-2013 viene riconfermato nella squadra pugliese. Segna il suo primo gol stagionale alla seconda partita di campionato nella gara vinta 1-3 contro l'Ascoli.
Il 14 agosto 2013 viene ceduto al ChievoVerona in cambio della compartecipazione di Marco Calderoni. Esordisce con la maglia giallo-blu il 25 agosto seguente, alla prima di campionato, durante la partita Parma-ChievoVerona (0-0), subentrando nei minuti finali ad Alessio Sestu.
Il 29 luglio 2014 passa da svincolato al Crotone, società con la quale firma un contratto biennale. Il 13 luglio 2016 firma il rinnovo con il club.
Il 21 luglio 2017, firma un contratto con la Cremonese, neopromossa in B.
Terminato il contratto coi lombardi, resta svincolato fino al 16 settembre 2020, giorno in cui firma per il Catania, squadra con il quale termina la sua carriera da calciatore.

### Allenatore
Terminata la carriera da calciatore, inizia la carriera da allenatore, seguendo il tecnico Francesco Baldini nel ruolo di collaboratore tecnico durante le esperienze al L.R. Vicenza, al Perugia, al Trento, al Lecco e alla SPAL.

## Statistiche

### Presenze e reti nei club
| Stagione         | Squadra          | Campionato       | Campionato | Campionato | Coppa nazionale | Coppa nazionale | Coppa nazionale | Coppe continentali | Coppe continentali | Coppe continentali | Altre coppe | Altre coppe | Altre coppe | Totale | Totale |
| Stagione         | Squadra          | Comp             | Pres       | Reti       | Comp            | Pres            | Reti            | Comp               | Pres               | Reti               | Comp        | Pres        | Reti        | Pres   | Reti   |
| ---------------- | ---------------- | ---------------- | ---------- | ---------- | --------------- | --------------- | --------------- | ------------------ | ------------------ | ------------------ | ----------- | ----------- | ----------- | ------ | ------ |
| 2000-2001        | Bologna          | A                | 1          | 0          | CI              | -               | -               | -                  | -                  | -                  | -           | -           | -           | 1      | 0      |
| 2001-gen. 2002   | Bologna          | A                | 0          | 0          | CI              | 0               | 0               | -                  | -                  | -                  | -           | -           | -           | 0      | 0      |
| Totale Bologna   | Totale Bologna   | Totale Bologna   | 1          | 0          |                 | 0               | 0               |                    | -                  | -                  |             | -           | -           | 1      | 0      |
| gen.-giu. 2002   | Milan            | A                | 0          | 0          | CI              | 0               | 0               | CU                 | -                  | -                  | -           | -           | -           | 0      | 0      |
| 2002-2003        | Milan            | A                | 0          | 0          | CI              | 1               | 0               | UCL                | 0                  | 0                  | -           | -           | -           | 1      | 0      |
| 2003-2004        | Milan            | A                | 0          | 0          | CI              | 0               | 0               | UCL                | -                  | -                  | SI+SU+CInt  | -           | -           | 0      | 0      |
| Totale Milan     | Totale Milan     | Totale Milan     | 0          | 0          |                 | 1               | 0               |                    | 0                  | 0                  |             | -           | -           | 1      | 0      |
| 2004-2005        | Prato            | C1               | 1          | 0          | CI              | 0               | 0               | -                  | 0                  | 0                  | -           | 0           | 0           | 1      | 0      |
| 2008-2009        | Varese           | 2D               | 28         | 1          | CI-LP           | 3               | 0               | -                  | -                  | -                  | SL-2D       | 2           | 0           | 33     | 1      |
| 2009-2010        | Varese           | 1D               | 25+3       | 3          | CI+CI-LP        | 0+4             | 1               | -                  | -                  | -                  | -           | -           | -           | 32     | 4      |
| 2010-2011        | Varese           | B                | 33+2       | 3          | CI              | 1               | 0               | -                  | -                  | -                  | -           | -           | -           | 36     | 3      |
| Totale Varese    | Totale Varese    | Totale Varese    | 86+5       | 7          |                 | 8               | 1               |                    | -                  | -                  |             | 2           | 0           | 101    | 8      |
| 2011-2012        | Bari             | B                | 29         | 4          | CI              | 2               | 0               | -                  | -                  | -                  | -           | -           | -           | 31     | 4      |
| 2012-2013        | Bari             | B                | 35         | 2          | CI              | 1               | 0               | -                  | -                  | -                  | -           | -           | -           | 36     | 2      |
| ago. 2013        | Bari             | B                | -          | -          | CI              | 1               | 0               | -                  | -                  | -                  | -           | -           | -           | 1      | 0      |
| Totale Bari      | Totale Bari      | Totale Bari      | 64         | 6          |                 | 4               | 0               |                    | -                  | -                  |             | -           | -           | 68     | 6      |
| ago. 2013-2014   | Chievo           | A                | 8          | 0          | CI              | 0               | 0               | -                  | -                  | -                  | -           | -           | -           | 8      | 0      |
| 2014-2015        | Crotone          | B                | 37         | 1          | CI              | 1               | 0               | -                  | -                  | -                  | -           | -           | -           | 38     | 1      |
| 2015-2016        | Crotone          | B                | 37         | 2          | CI              | 2               | 1               | -                  | -                  | -                  | -           | -           | -           | 39     | 3      |
| 2016-2017        | Crotone          | A                | 10         | 0          |                 | 1               | 0               |                    |                    |                    |             |             |             | 11     | 0      |
| Totale Crotone   | Totale Crotone   | Totale Crotone   | 84         | 3          |                 | 4               | 1               |                    | -                  | -                  |             | -           | -           | 88     | 4      |
| 2017-2018        | Cremonese        | B                | 26         | 4          | CI              | 2               | 0               | -                  | -                  | -                  | -           | -           | -           | 28     | 4      |
| 2018-2019        | Cremonese        | B                | 33         | 1          | CI              | 1               | 0               | -                  | -                  | -                  | -           | -           | -           | 34     | 1      |
| 2019-2020        | Cremonese        | B                | 16         | 2          | CI              | 3               | 2               | -                  | -                  | -                  | -           | -           | -           | 19     | 4      |
| Totale Cremonese | Totale Cremonese | Totale Cremonese | 75         | 7          |                 | 6               | 2               |                    | -                  | -                  |             | -           | -           | 81     | 9      |
| 2020-2021        | Catania          | C                | 22         | 1          | CI              | 0               | 0               | -                  | -                  | -                  | -           | -           | -           | 22     | 1      |
| 2021-apr.2022    | Catania          | C                | 15         | 1          | CI-C            | 0               | 0               | -                  | -                  | -                  | -           | -           | -           | 15     | 1      |
| Totale Catania   | Totale Catania   | Totale Catania   | 37         | 2          |                 | 0               | 0               |                    | -                  | -                  |             | -           | -           | 37     | 2      |
| Totale carriera  | Totale carriera  | Totale carriera  | 356+5      | 26         |                 | 23              | 4               |                    | 0                  | 0                  |             | 2           | 0           | 386    | 30     |

## Palmarès

### Competizioni nazionali
- Coppa Italia: 1

Milan: 2002-2003
- Lega Pro Seconda Divisione: 1

Varese: 2008-2009

### Competizioni internazionali
- UEFA Champions League: 1

Milan: 2002-2003